# Ayla Huser
Ayla Huser (* 27. Mai 1992) ist eine Schweizer Badmintonspielerin.

## Karriere
Ayla Huser wurde 2014 erstmals nationale Meisterin in der Schweiz, wobei sie im Damendoppel mit Sabrina Jaquet erfolgreich war. In den beiden Jahren zuvor hatte sie bereits Silber und Bronze gewonnen. Bei den Irish International 2013 wurde sie Dritte.